# الکامیسیکلی
الکامیسیکلی (به لاتین: Alkamisikely) یک سکونتگاه مسکونی در ماداگاسکار است که در ایتاسی واقع شده‌است.

## خصوصیات
الکامیسیکلی ۴٬۰۰۰ نفر جمعیت دارد و ۱٬۷۷۴ متر بالاتر از سطح دریا واقع شده‌است.